# Antífonas do Ó

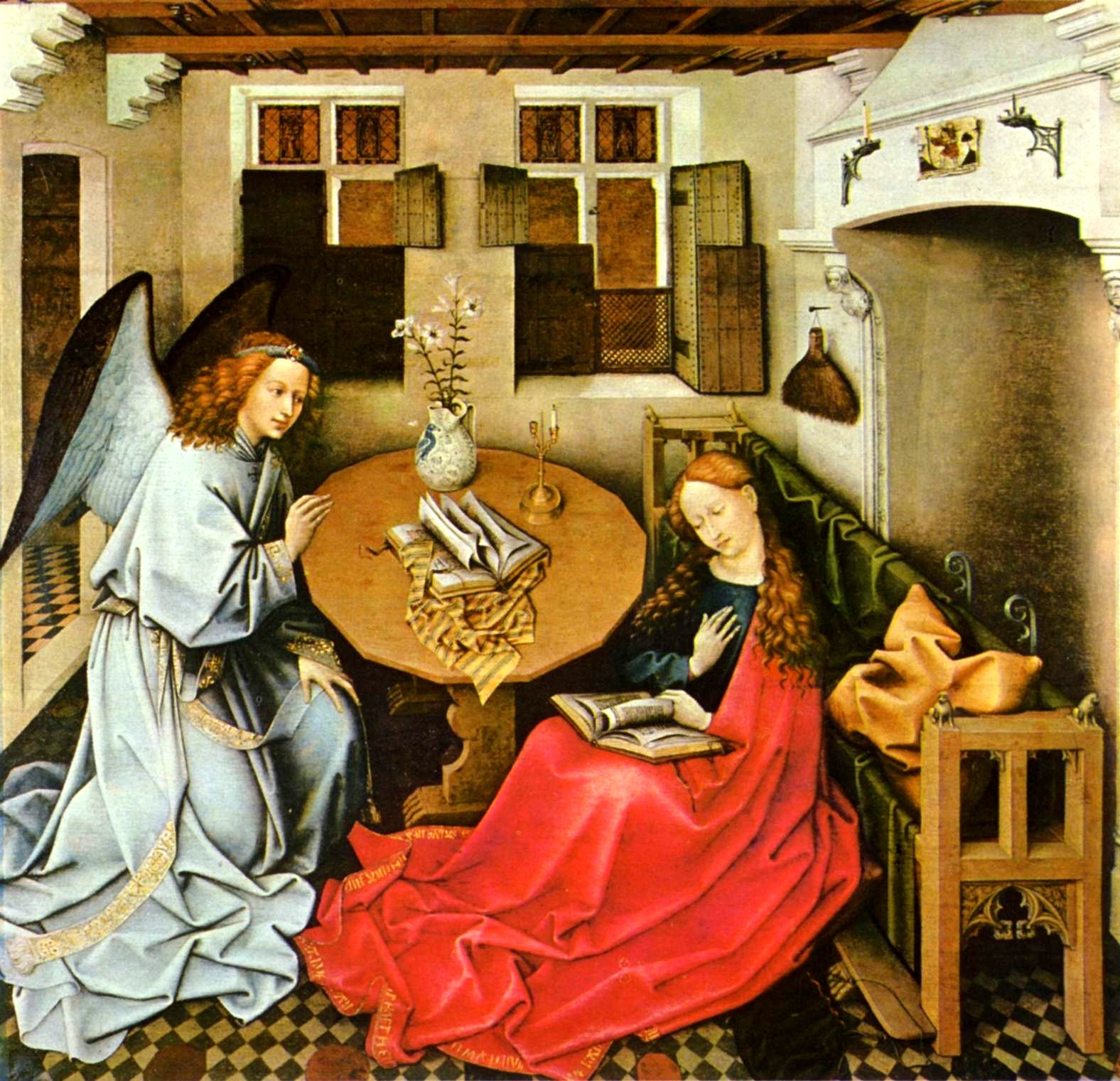
A Anunciação - Robert Campin, c. 1420-1440, Bruxelas

As Antífonas do Ó são sete antífonas especiais, cantadas no Tempo do Advento, especialmente de 17 a 23 de dezembro antes e depois do Magnificat, na hora canônica das Vésperas.  São assim chamadas porque tem início com esse vocativo e foram compostas entre o século VII e o século VIII, sendo um  compêndio de cristologia da antiga Igreja, um resumo expressivo do desejo de salvação, tanto de Israel no Antigo Testamento, como da Igreja no Novo Testamento. São orações curtas, dirigidas a Cristo, que resumem o espírito do Advento e do Natal. Expressam a admiração da Igreja diante do mistério de Deus feito Homem, buscando a compreensão cada vez mais profunda de seu mistério e a súplica final urgente: «Vem, não tardes mais!». Todas as sete antífonas são súplicas a Cristo, em cada dia, invocado com um título diferente, um título messiânico tomado do Antigo Testamento.
A reforma litúrgica pós Vaticano II, ao introduzir o vernáculo na liturgia, não esqueceu os textos das Antífonas do Ó, veneráveis pela antiguidade e atribuídos por muitos ao Papa Gregório Magno (+604). Ela os valorizou ainda mais com aclamação ao Evangelho da Missa, além de conservá-los como antífonas do Magnificat. Cada antífona é composta de uma invocação, ligada a um símbolo do Messias, e de uma súplica, introduzida pelo verbo "vir".
O acróstico ERO CRAS
Se lidas em sentido inverso, isto é, da última para a primeira, as iniciais latinas da primeira palavra depois da interjeição «Ó», resultam no acróstico «ERO CRAS», que significa «serei amanhã, virei amanhã», que é a resposta do Messias à súplica dos fiéis.

## O uso do canto gregoriano
O uso do canto gregoriano nas Antífonas do Ó remonta ao século VI e desde sempre concorda a voz com a Palavra, reafirmando a importância da unidade da celebração, o uníssono da voz de toda a comunidade.

## O texto das antífonas do ó
|  | Die 17 Decembris O Sapientia quæ ex ore Altissimi prodisti, attingens a fine usque ad finem, fortiter suaviter disponens omnia: Veni ad docendum nos viam prudentiæ |  | 17 de dezembro Ó Sabedoria que saístes da boca do altíssimo atingindo de uma a outra extremidade e tudo dispondo com força e suavidade: Vinde ensinar-nos o caminho da prudência |  |

|  | Die 18 Decembris O Adonai et Dux domus Israel, qui Moysi in igne flammæ rubi apparuisti et ei in Sina legem dedisti: Veni ad redimendum nos in brachio extento |  | 18 de dezembro Ó Adonai guia da casa de Israel, que aparecestes a Moises na chama do fogo no meio da sarça ardente e lhe deste a lei no Sinai Vinde resgatar-nos pelo poder do Vosso braço. |  |

| Die 19 Decembris O Radix Jesse qui stas in signum populorum, super quem continebunt reges os suum, quem gentes deprecabuntur: Veni ad liberandum nos; jam noli tardare |  | 19 de dezembro Ó Raiz de Jessé erguida como estandarte dos povos, em cuja presença os reis se calarão e a quem as nações invocarão, Vinde libertar-nos; não tardeis jamais. |  |

| Die 20 Decembris O Clavis David et sceptrum domus Israel: qui aperis, et nemo claudit; claudis et nemo aperit: Veni, et educ vinctum de domo carceris, sedentem in tenebris et umbra mortis |  | 20 de dezembro Ó Chave de Davi o cetro da casa de Israel que abris e ninguém fecha; fechais e ninguém abre: Vinde e libertai da prisão o cativo assentado nas trevas e à sombra da morte. |  |

| Die 21 Decembris O Oriens splendor lucis æternæ, et sol justitiæ Veni et illumina sedentes in tenebris et umbra mortis. |  | 21 de dezembro Ó Oriente esplendor da luz eterna e sol da justiça Vinde e iluminai os que estão sentados nas trevas e à sombra da morte. |  |

| Die 22 Decembris O Rex gentium et desideratus earum lapisque angularis, qui facis utraque unum: Veni et salva hominem quem de limo formasti |  | 22 de dezembro Ó Rei das nações e objeto de seus desejos, pedra angular que reunis em vós judeus e gentios: Vinde e salvai o homem que do limo formastes |  |

| Die 23 Decembris O Emmanuel, Rex et legifer noster, exspectatio gentium, et Salvator earum: Veni ad salvandum nos, Domine Deus noster |  | 23 de dezembro Ó Emanuel, nosso rei e legislador, esperança e salvador das nações, Vinde salvar-nos, Senhor nosso Deus. |  |